# Barbade aux Jeux olympiques d'été de 1972
La Barbade participe aux Jeux olympiques d'été de 1972 qui se déroulent du 26 août au 11 septembre 1972 à Munich en Allemagne. Il s'agit de sa seconde participation à des Jeux d'été. La délégation barbadienne est représentée par des athlètes dans 5 sports différents
La Barbade fait partie des pays qui ne remportent pas de médaille au cours de cet événement sportif.

## Résultats

### Athlétisme
Hommes
| Athlète         | Épreuve | Séries | Séries | Quart-de-finale | Quart-de-finale | Demi-finale | Demi-finale | Finale | Finale |
| Athlète         | Épreuve | Temps  | Rang   | Temps           | Rang            | Temps       | Rang        | Temps  | Rang   |
| --------------- | ------- | ------ | ------ | --------------- | --------------- | ----------- | ----------- | ------ | ------ |
| Caspar Springer | 400 m   | /      | DNF    | NC              | NC              | NC          | NC          | NC     | NC     |

Clifford Brooks participe au décathlon.
Femmes
| Athlète                                                   | Épreuve   | Séries        | Séries | Quart-de-finale | Quart-de-finale | Demi-finale   | Demi-finale | Finale | Finale |
| Athlète                                                   | Épreuve   | Temps         | Rang   | Temps           | Rang            | Temps         | Rang        | Temps  | Rang   |
| --------------------------------------------------------- | --------- | ------------- | ------ | --------------- | --------------- | ------------- | ----------- | ------ | ------ |
| Freida Nicholls-Davy                                      | 100 m     | 12 s 16       | 7e (E) | NC              | NC              | NC            | NC          | NC     | NC     |
| Marcia Trotman                                            | 200 m     | 24 s 06       | 5e     | 24 s 00         | 6e (E)          | NC            | NC          | NC     | NC     |
| Barbara Bishop                                            | 400 m     | 56 s 35       | 7e (E) | NC              | NC              | NC            | NC          | NC     | NC     |
| Heather Gooding                                           | 800 m     | 2 min 19 s 69 | 8e (E) | NC              | NC              | NC            | NC          | NC     | NC     |
| Lorna Forde Barbara Bishop Marcia Trotman Heather Gooding | 4 × 400 m | NC            | NC     | NC              | NC              | 3 min 44 s 50 | 7e (E)      | NC     | NC     |